# Badcaul
Badcaul (Schots-Gaelisch: Bada Call) is een dorp in de Schotse lieutenancy Ross and Cromarty in het raadsgebied Highland op de zuidelijke oever van Little Loch Broom.